# Ридсвил (Северна Каролина)
Ридсвил (енгл. Reidsville) град је у америчкој савезној држави Северна Каролина.

## Демографија
По попису из 2010. године број становника је 14.520, што је 35 (0,2%) становника више него 2000. године.
| Група             | 2000.         | 2010.         |
| Белци             | 8.121 (56,1%) | 7.389 (50,9%) |
| Афроамериканци    | 5.725 (39,5%) | 6.082 (41,9%) |
| Азијати           | 93 (0,6%)     | 92 (0,6%)     |
| Хиспаноамериканци | 381 (2,6%)    | 683 (4,7%)    |
| Укупно            | 14.485        | 14.520        |